# Aktedrilus parvithecatus
Aktedrilus parvithecatus is een ringworm uit de familie van de Naididae. De wetenschappelijke naam van de soort is voor het eerst geldig gepubliceerd in 1978 door Erséus.